# Игнат Цоклев
Игнат Димитров Цоклев е български революционер, деец на Вътрешната македоно-одринска революционна организация.

## Биография
Игнат Цоклев е роден през 1863 година в неврокопското село Фотовища, тогава в Османската империя, днес в България. Влиза във ВМОРО и в 1903 година е куриер на Организацията от Лъджене за Неврокопско с четата на Иван Куманичлиев. В 1906 година е четник в четата на войводата Петър Милев и  се сражава с османска войска в местността Караташ и в местността Чикуря, Родопите.
На 26 март 1943 година, като жител на Огненово, подава молба за българска народна пенсия. Молбата е одобрена и пенсията е отпусната от Министерския съвет на Царство България.